# Alexander Slidell Mackenzie

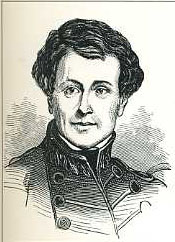
Alexander Slidell Mackenzie

Alexander Slidell Mackenzie (* 6. April 1803 in New York City; † 13. September 1848 in Tarrytown, New York) war ein US-amerikanischer Navy-Offizier, der während der ersten Hälfte des 19. Jahrhunderts diente. Zudem verfasste er mehrere zeitgenössische Essays und Biographien von bedeutenden US-Marine-Persönlichkeiten des frühen 19. Jahrhunderts.

## Leben

### Herkunft und Privatleben
Geboren wurde er als Alexander Slidell am 6. April 1803 in New York City. Er war der Sohn von John Slidell und Margery geborene Mackenzie. Sein älterer Bruder John Slidell wurde später US-Senator für Louisiana und erlangte Bekanntheit aufgrund seiner Rolle in der Trent-Affäre. Seine Schwester heiratete Commodore Matthew Perry, den Bruder von Commodore Oliver Hazard Perry.
Er war der Vater von General Ranald Slidell MacKenzie und Lt. Commander Alexander Slidell MacKenzie. Um Anspruch auf eine Erbschaft durch einen Onkel mütterlicherseits erheben zu können, unterzog er sich einer offiziellen Namensänderung und nannte sich seitdem Alexander Slidell Mackenzie.
Nach einer langen militärischen Karriere starb er am 13. September 1848 auf seinem Landsitz nahe Tarrytown überraschend an einem Herzanfall.

### Militärische Karriere

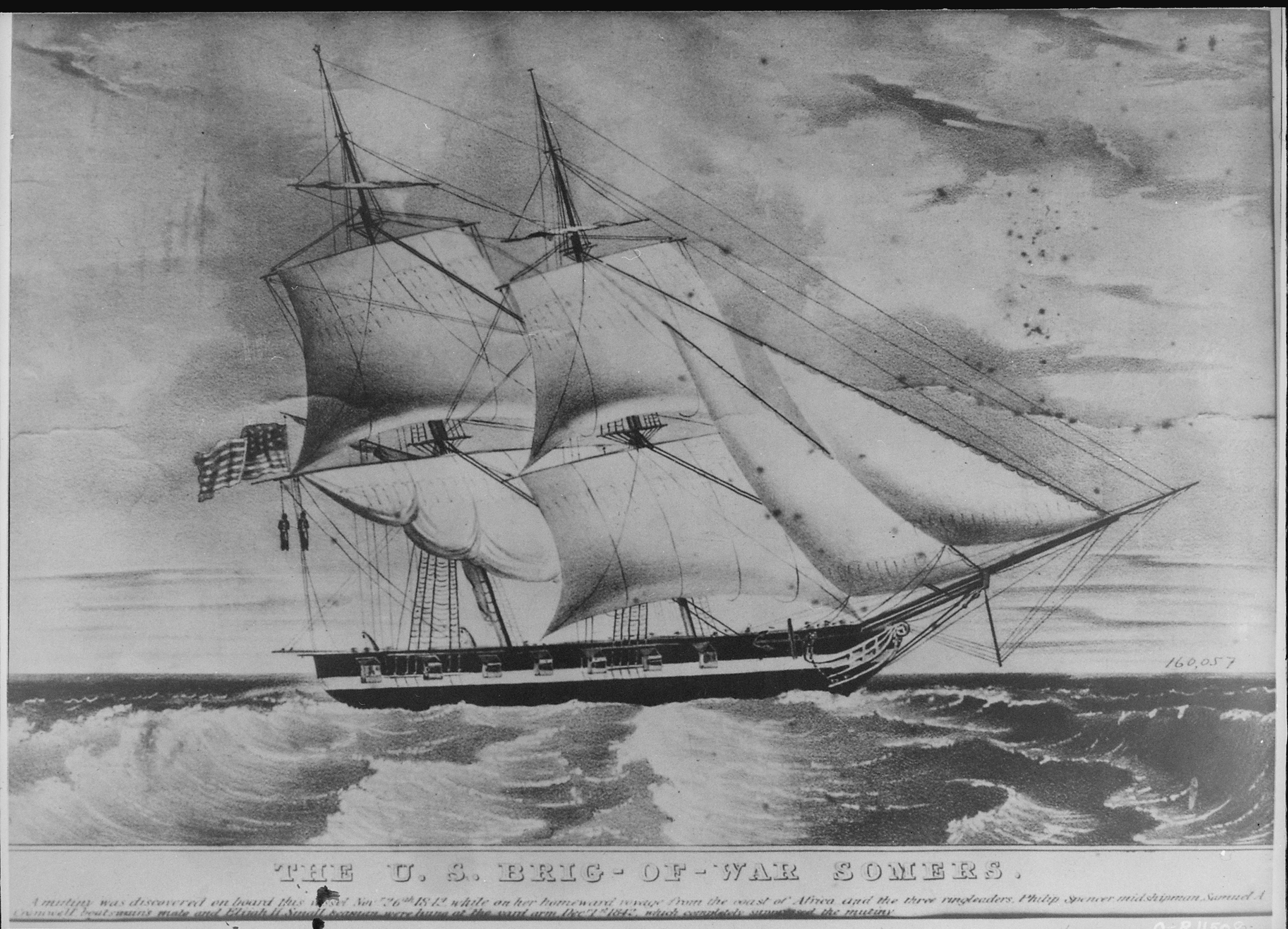
Alexander Slidell Mackenzie war zum Zeitpunkt der Somers-Affäre der kommandierende Offizier auf der USS Somers

Im Januar 1818 trat er als Kadett (engl. Midshipman) in die US-Navy ein. Auf Betreiben seines Vaters, der in einem Brief darauf hinwies, dass sein Sohn bereits seit 1815 regulären Dienst auf Schiffen der Marine verrichtet hätte, wo er unter anderem im Mittelmeer war und seine Kenntnisse der französischen und spanischen Sprache vervollkommnet habe, wurde sein Diensteintritt auf 1815 rückdatiert. Dieser Umstand macht ihn zu einem der jüngsten Offiziere der amerikanischen Marine. 1825 wurde er zum Lieutenant befördert und 1841 zum Commander.
Er diente auf einer Reihe von Schiffen – zuletzt auf dem Raddampfer Mississippie – und war der kommandierende Offizier auf der USS Somers, als es dort 1842 zur Somers-Affäre kam.

### Militärhistoriker und Autor
Alexander Slidell Mackenzie war ein Zeitgenosse von Henry Wadsworth Longfellow und ein persönlicher Freund von Washington Irving. Sein erstes Werk, A Year in Spain, by a Young American (1829) wurde sehr schnell nicht nur in Amerika, sondern auch in England polulär. Danach schrieb er weitere beachtete Essays über allgemeine, vornehmlich aber über militärische Themen und Persönlichkeiten der Seefahrt, darunter den US-amerikanischen Nationalhelden John Paul Jones und Commodore Oliver Hazard Perry.

## Veröffentlichte Werke (Auszug)
- By a Young American: A Year in Spain. Hilliard, Gray, Little, and Wilkins, Boston MA 1829 (Digitalisat).
- By the author of „A year in Spain“: The American in England. Harper & Bros., New York NY 1835.
- Spain Revisited. 2 Bände. Harper & Bros., New York NY 1836.
- The life of Commodore Oliver Hazard Perry. 2 Bände. Harper & Bros., New York NY 1840 (Digitalisat von Band 1 und Digitalisat von Band 2).
- The Life of Paul Jones. Harper & Bros., New York NY 1841.
- Life of Commodore Stephen Decatur (= Library of American Biography. 2nd Series, Bd. 11). C. C. Little and J. Brown, Boston MA 1846 (Digitalisat).